# Výklenková kaple u Dobrovíze
Výklenková kaple se nachází u křižovatky původních cest z Dobrovíze na Ruzyň. V důsledku výstavby mezinárodního letiště Praha-Ruzyně se nyní ale nachází na konci slepé cesty, asi půl kilometru od oplocení letiště. Jedná se o velkou, asi 3 metry velkou výklenkovou kapličku, kterou v posledních letech také doplnilo posezení.
Hned vedle kaple se nachází Lípa srdčitá (malolistá), která patří díky své výjimečnosti mezi památkové chráněné stromy České republiky.